# Золотаревський Ісак Якович
Ісак Якович Золотаревський (4 квітня 1906, Черкаси — 27 листопада 1973, Київ) — український радянський письменник-сатирик, поет, перекладач. Писав російською та українською мовами. Автор естрадних скетчів дуету Тарапунька та Штепсель, Костянтина Яницького (1919—2001) та інших майстрів розмовного жанру.

## Біографія
Ісак Якович Золотаревский народився в Черкасах, молодшим з двох синів у родині фотографів і власників фотоательє «Львув-Золотаревский» — Якова Мойсейовича Золотаревського (пом. 1934) та Любові Борисівни Львув (пом. 1947; після смерті чоловіка Любов Борисівна працювала жіночим кравцем). З 1929 року, після закінчення електротехнічного факультету Київського політехнічного інституту, працював інженером на Челябінській гідроелектростанції; з 1931 по 1937 рік працював в Укрособелектромонтажі в Києві.
Входив у творчу компанію «Чіпистан» (чижий-пижий стан, — письменник Р. С. Скоморовський, композитор Є. Е. Жарковський, історик Ю. А. Бер, письменник Д. Е. Урін, А. Я. Каплер та інші) . З 1937 року працював заступником Головного енергетика на Новочеркаському паровозобудівному заводі, але був незабаром заарештований за звинуваченням у шкідництві; після звільнення 1939 року повернувся на завод, незабаром був призначений начальником виробничо-технічного відділу Укркоммуненерго в Києві.
У 1941 році спільно зі своїм швагром, композитором Євгеном Жарковським написав оперету «Її герой», яка була прийнята до постановки Московським театром оперети (і відкладена через початку війни). Після початку військових дій, разом з підприємствами Укркоммуненерго евакуйований до Харкова, звідти в Чимкент, а в 1943 році з Особвосмонтажем в село Калинич під Астраханню. Після звільнення Києва брав участь у відновленні Київської електростанції і був призначений директором електроремонтного заводу тресту «Особвосмонтаж».
Під час кампанії по боротьбі з космополітизмом був змушений покинути завод і почав займатися літературною працею — писав віршовані фейлетони та гуморески для журналів «Крокодил» і «Перець», інтермедії та скетчі для естрадних майстрів розмовного жанру, конферансьє і ведучих. Друкував сатиричні вірші в журналі «Дніпро» (під ім'ям Іван Золотаревський). З конферансьє Миколою Синьовим написав п'єсу «Транзитні пасажири», по якій композитор Оскар Сандлер написав однойменну оперету (1956). П'єса і оперета були поставлені різними театрами України та СРСР. За підстрочником М. Г. Абезгауз виконав віршовані переклади на російську мову п'єс Лопе де Веги «Валенсіанські безумці» і «По містку Хуана» (1964). З 1962 року — член Спілки письменників СРСР і Літфонду Української РСР.

## Сім'я
- Дружина (з 1929 року) — Маргарита Еммануїлівна Золотаревська (1909—1989), сестра композитора Євгена Еммануїловича Жарковського.
- Син — Валерій Ісакович Золотаревський (нар. 1939), інженер-винахідник, автор мемуарів про свою сім'ю.
- Дочка — Ірина Ісаківна Берковська (нар. 1932).
- Онук — Володимир Маратович Берковський, інженер, що живе з 1994 року в Німеччині (Гановер).
- Онук — Олексій Маратович Берковський, інженер; одружений з виконавицею старовинної музики і музичним педагогом (барокова скрипка, віола да гамба) Юлією Лазарівною Лур'є (нар. 1962).
- Брат — Олександр Якович Строєв (Золотаревський, 1904—1976), журналіст і редактор в Києві, Одесі та Москві, в тому числі у «Піонерській правді», головний редактор журналу «Вожатий» та відділу фантастики і пригодницької літератури видавництва «Молода гвардія».

## Збірники сатиричних віршів

### Російською мовою
- Наболіле питання (рос. Наболевший вопрос). Библиотека «Крокодила». М.: Правда, 1955.
- Дозвольте потурбувати. (рос. Разрешите побеспокоить). Київ: Радянський письменник, 1956.
- Білі ворони. (рос. Белые вороны) (сатиричні та гумористичні вірші). М.: Советский писатель, 1960.
- У порядку зарядки. (рос. В порядке зарядки). Библиотека «Крокодила». М.: Правда, 1966.
- По рухомих цілях. Київ: Радянський письменник, 1970.
- Нечиста сила (сатира і гумор). (рос. Нечистая сила (сатира и юмор)). М.: Правда, 1974.

### Українською мовою
- Головна Перешкода. Київ: Радянський письменник, 1967.
- Голий король. Київ: Радянська Україна, 1974.